# 피히텔산맥

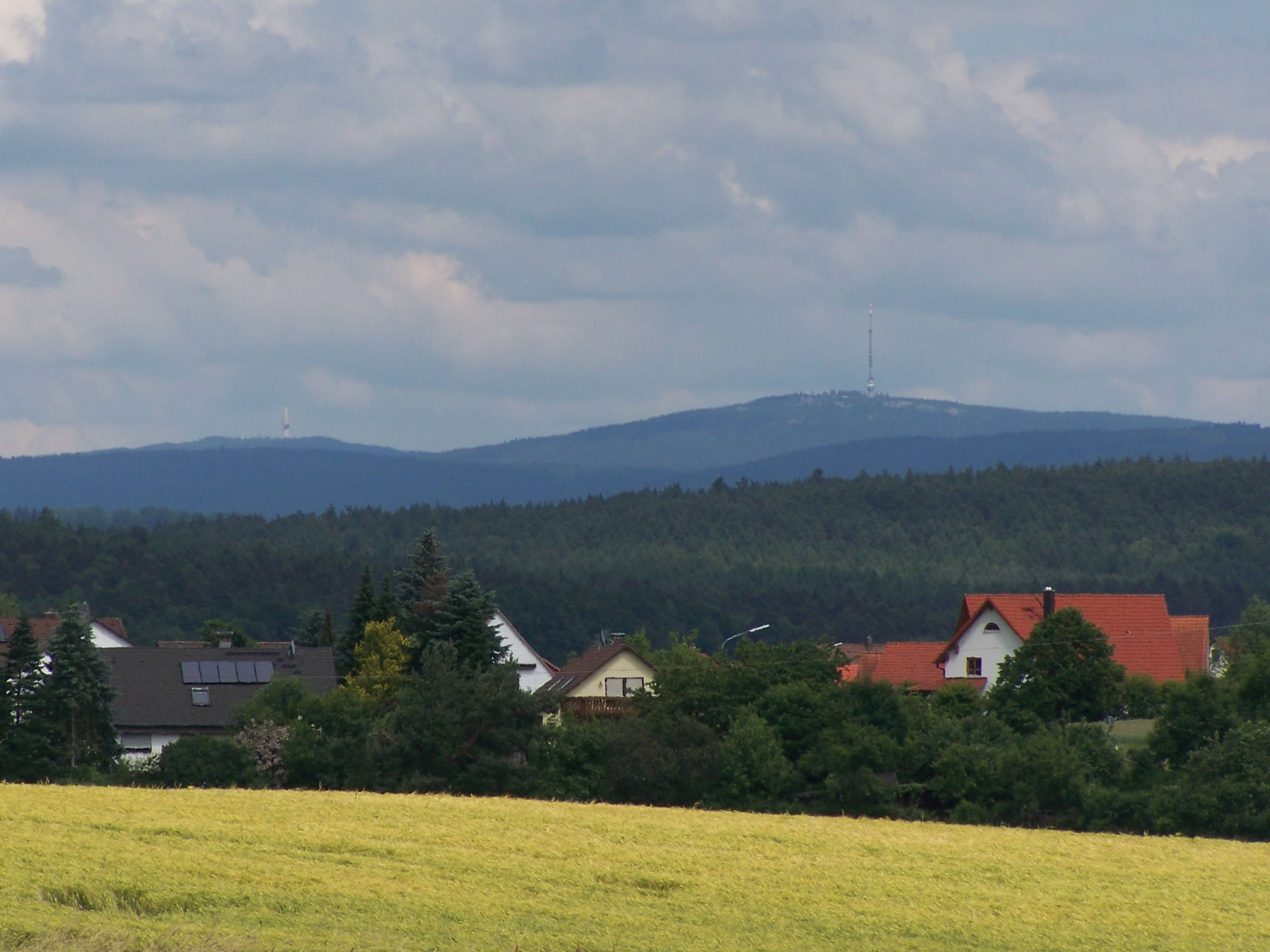
피히텔산맥

피히텔산맥(독일어: Fichtelgebirge)은 독일 바이에른주 북동부의 작은 말굽 모양의 산맥이다. 레드메인강 계곡에서 체코 국경까지 이어진다. 북동쪽으로는 엘스터산맥으로 이어지며 남동쪽 방향으로는 오버프팔처숲으로 이어진다. 이 산맥은 중요한 자연공원인 피히텔산 자연공원이 있으며 그 면적은 1,020제곱 킬로미터에 달한다.